# Yusuf IV de Grenade
Abû al-Hajjâj Yûsuf IV ben al-Mawl ben Mohammed surnommé Abenalmao par les Castillans est le seizième émir nasride de Grenade. Il est le petit-fils de Mohammed VI al-'Ahmar et il renverse Mohammed IX al-'Aysar en 1431. Mohammed IX al-'Aysar lui reprend le trône en 1432. Il meurt en 1432. 

## Biographie
Après l'exécution dans sa prison de Mohammed VIII al-Mutamassik par Mohammed IX al-'Aysar, Ridwan Bannigas, chef du parti légitimiste qui avait soutenu Mohammed al-Mutamassik, cherche un nouveau prétendant pour renverser Mohammed al-'Aysar. Plutôt que de soutenir un des petits-enfants de Yûsuf II comme Yûsuf ben Ahmed ben Yûsuf ou Sa`d al-Musta`in ben Nasr ben Yûsuf qui sont les candidats les plus légitimes à la succession, Ridwan Bannigas leur préfère un proche, son beau-frère petit-fils de l'usurpateur Mohammed VI al-'Ahmar, c'est-à-dire Yûsuf ben al-Mawl ben Mohammed. Les deux petits-fils de Yûsuf II, tous deux encore jeunes, se rallient à ce choix.
Les conspirateurs se réunissaient dans le palais que Yûsuf ben al-Mawl possède dans le centre de la médina. Ils décident que Ridwân Bannigas doit aller chercher l'aide du roi de Castille Jean II. Ridwân Bannigas quitte Grenade au mois de mai 1431. Il se présente à Cordoue à la cour castillane. Bannigas conseille aux Castillans d'attaquer directement Grenade les assurant que la population leur sera favorable et ainsi ils pourront mettre sur le trône l'homme de leur choix en l'occurrence Yûsuf ben al-Mawl. Jean II trouve là une occasion de semer la division chez les Nasrides et ainsi les affaiblir. Combattre contre un ennemi divisé c'est justement ce que Jean II attendait, Il accepte les propositions de Ridwân Bannigas qui rentre à Grenade annoncer le résultat heureux de sa mission.
Le 3 juin 1431, Jean II, publie une bulle du Pape Martin V qui proclame que la conquête de Grenade est une croisade. L'armée croisée passe la frontière et avance vers Grenade sans aucune résistance. Mohammed al-'Aysar envoie  de petits escadrons pour harceler les Castillans. Le lendemain, Ridwân Bannigas, Yûsuf ben al-Mawl sortent de Grenade pour aller à la rencontre de Jean II. Ce dernier au lieu de reconnaître Yûsuf comme son nouveau vassal souverain de Grenade, se contente de lui offrir son hospitalité. 
Mohammed al-'Aysar confie le commandement de l'armée à un de ses meilleurs généraux, Mohammed el Cojo (Le boiteux). Le 1er juillet 1431, la bataille s'engage à Higuerua de Martos entre les troupes de Jean II de Castille menées par Alvaro de Luna et les troupes fidèles à Mohammed al-'Aysar menées par El Cojo. La bataille se solde par une victoire de la Castille.
En dépit de cette victoire, la  croisade castillane s'arrête là sans rentrer dans Grenade. Jean II revient à Cordoue accompagné de Yûsuf ben al-Mawl et Ridwân Bannigas. Yûsuf ben al-Mawl est traité comme le titulaire de l'émirat de Grenade et installe sa cour à Cordoue. Lorsque cela s'est su à Grenade, un certain nombre d'adversaires de Mohammed al-'Aysar et du parti des Abencérages se rallient à Yûsuf.

### Le règne
En septembre 1431 à Ardales, Yûsuf al-Mawl conclut un traité avec Jean II stipulant les termes de la vassalité de Grenade. Ce traité devait être ratifié dès que Yûsuf serait en place à Grenade. Finalement l'Albaicin se rebelle contre Mohammed al-'Aysar. Celui-ci, n'ayant plus d'autres appuis que les Abencérages, abandonne Grenade et s'enfuit à Almeria qui lui est restée fidèle. Apprenant cela, Yûsuf envoie depuis Illora, Ridwân Bannigas avec six cents chevaliers, afin qu'ils occupent Grenade. Ridwân Bannigas affronte une légère résistance des derniers partisans de Mohammed al-'Aysar et rentre facilement dans Grenade avec ses hommes.
Le 1er janvier 1432, Yûsuf al-Mawl fait son entrée dans la capitale. Son premier acte politique est de nommer Ridwân Bannigas comme vizir. Le 27 janvier à l'Alhambra, Yûsuf al-Mawl devient officiellement Yûsuf IV, il ratifie le traité de vassalité avec Jean II, il promet de libérer tous les captifs chrétiens qu'il aurait dans le territoire, ne pas consentir à ce que dans son territoire un chrétien se convertisse à l'islam et de payer annuellement à la Castille un tribut de vingt mille doublons d'or de bon aloi. Ce traité obligeait aussi l'émir de Grenade se fournir à la Castille mille cinq cents cavaliers à ses frais si la Castille était attaquée.
Cet humiliant traité produit une véritable consternation à Grenade. Les alfaquíes appellent à soutenir Mohammed al-'Aysar qui part aussitôt d'Alméria avec ceux qui l'avaient accompagné dans sa fuite plus quelques habitants d'Alméria, vers Malaga où il sait avoir de nombreux partisans. Il fait appel au sultan hafside Abû Fâris `Abd al-`Azîz al-Mutawakkil qui l'a déjà aidé à revenir au pouvoir en 1429. L'occasion de passer à l'attaque se présente parce que la majorité des villes commencent à rejeter l'autorité de Yûsuf qui n'a en fait jamais réussi à l'imposer à tout le royaume.
Le lieutenant de Mohammed al-'Aysar, Mohammed al-'Ahnaf (El Cojo) et cinq cents cavaliers attaquent par surprise Grenade, la médina, l'Albaicin et une partie de l'Alhambra sont pris. Yûsuf ibn al-Mawl fait appel aux Castillans. Ceux-ci réunissent des troupes auxquelles s'adjoignent les quelque quatre cents cavaliers restés fidèles à Yûsuf. Mohammed al-'Ahnaf craint alors de se trouver pris entre deux feux, il opère une sortie pour pouvoir combattre en terrain découvert. L'armée de Mohammed al-'Ahnaf rencontre les renforts venus de Castille dans la plaine et c'est une victoire pour Mohammed al-'Ahnaf.
Yûsuf ben al-Mawl comprend alors qu'il n'a plus de moyen de combattre. Il capitule devant El Cojo, il est fait prisonnier mais obtient qu'on lui laisse la vie sauve. Fin avril 1432, Mohammed al-'Ahnaf envoie un messager à Mohammed al-'Aysar pour lui annoncer la capture de son ennemi. Mohammed al-'Aysar rentre triomphalement à Grande. Il monte à l'Alhambra et fait sortir à Yûsuf de prison. Celui-ci se réfugie en Castille sans laisser de traces. On peut supposer qu'il est mort en Castille. Une autre thèse est que Yûsuf ben al-Mawl est tué sur ordre de Mohammed al-'Aysar. Ridwân Bannigas et d'autres fidèles à Yûsuf ben al-Mawl se sont enfuis de Grenade pour se réfugier en Castille.

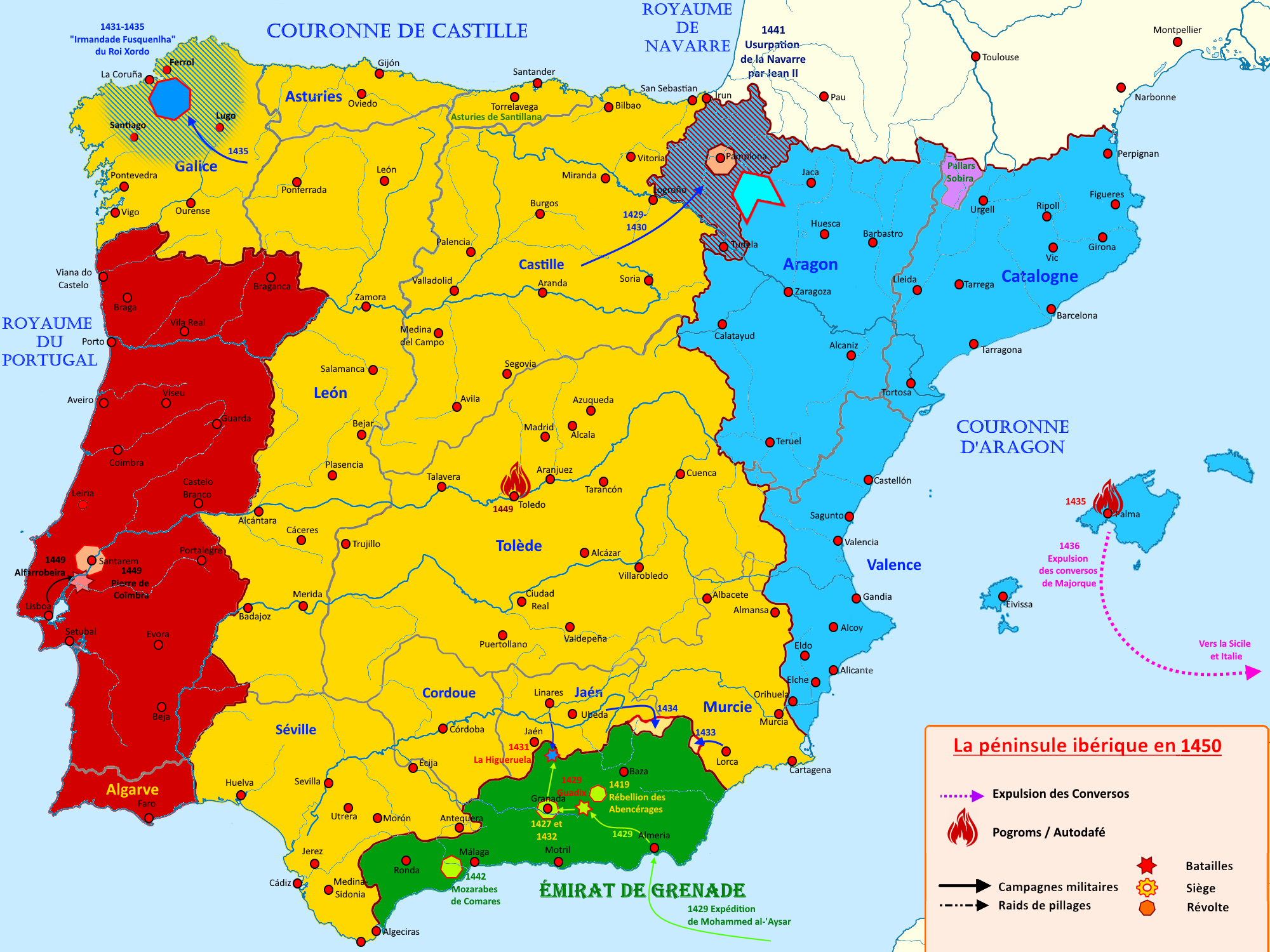
L'émirat de Grenade en 1450